# Vĩnh Hòa, Lâm Phần

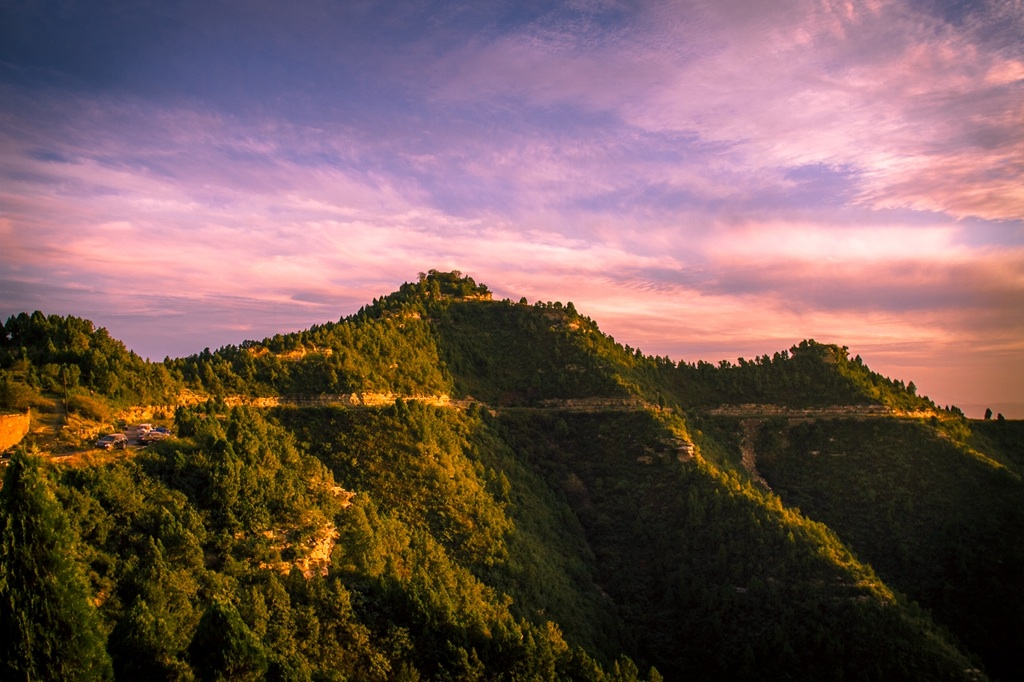
Ảnh chụp Vĩnh Hòa Huyện (Trung Quốc)

Vĩnh Hòa huyện (chữ Hán giản thể: 永和县, âm Hán Việt: Vĩnh Hòa huyện) là một huyện thuộc địa cấp thị Lâm Phần, tỉnh Sơn Tây, Cộng hòa Nhân dân Trung Hoa. Huyện Vĩnh Hòa có diện tích 1212 km², dân số 60.000 người. Huyện Vĩnh Hòa có 2 trấn và 9 hương.
- Trấn: Thành Quan, Tang Bích.
- Hương: Đả Thạch Yêu, Pha Đầu, Tây Trang, Bãi Cốt, Các Để, Bạc Dương, Giao Khẩu, Nam Trang, Thư Ích.